# Liên đằng hoa đỏ
Liên đằng hoa đỏ (danh pháp khoa học: Illigera rhodantha) là một loài thực vật có hoa trong họ Hernandiaceae. Loài này được Hance miêu tả khoa học đầu tiên năm 1883.